# Tanjung Beringin (Merapi Selatan)
Tanjung Beringin is een bestuurslaag in het regentschap Lahat van de provincie Zuid-Sumatra, Indonesië. Tanjung Beringin telt 732 inwoners (volkstelling 2010).